# Frenillo lingual

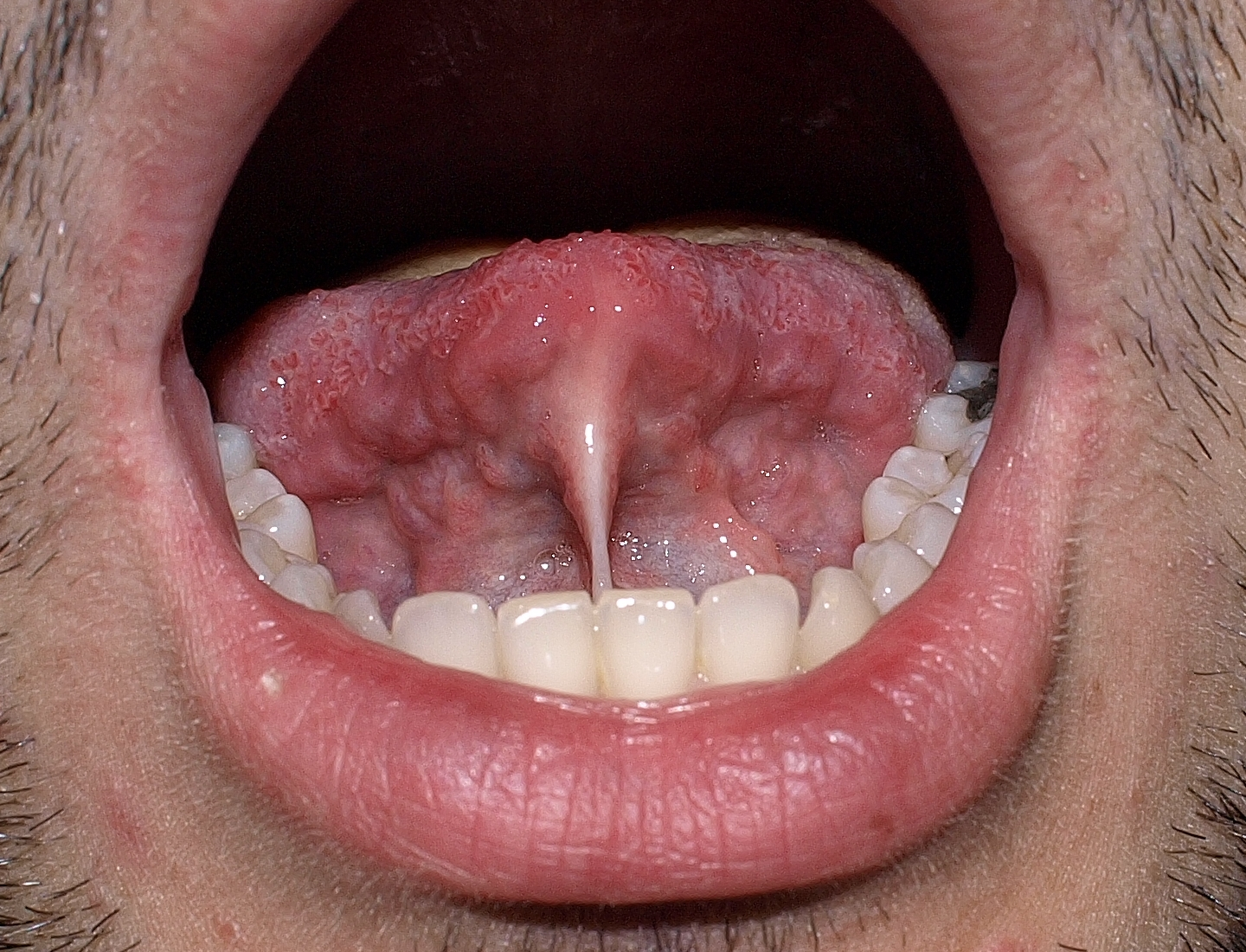
Frenillo sublingual

El frenillo lingual o frenulum linguae es el frenillo de la lengua.
Se define como una membrana mucosa situada bajo la lengua. Si dificulta o impide el movimiento normal de ésta, se dice que hay anquiloglosia o frenillo sublingual corto, lo que puede ocasionar dificultad para hablar y pronunciar la letra R.
En la India se corta ocasionalmente en una práctica de yoga llamada Kechari mudra para permitir que la lengua llegue a la cavidad nasal en prácticas espirituales, pero si gran parte de este frenillo se suprime esto puede derivar en problemas graves.
En los últimos años se ha luchado por la inclusión de este colectivo.